# José María de Alós y de Mora

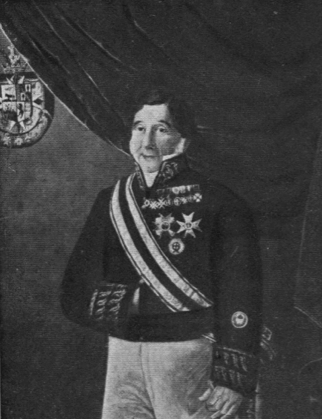
José María de Alós y de Mora.

José María de Alós y de Mora (Palma de Mallorca, 2 de noviembre de 1765-Madrid, 17 de junio de 1844), III marqués de Alós fue un noble, militar y político español.

## Biografía
José María de Alós y de Mora era hijo de José de Alós y Bru y de Violante de Mora y Areny. 
A los siete años ingresa como cadete en el regimiento de Dragones de Almansa y a los once pasa a la isla de Malta como caballero de justicia de la caballero de justicia de la Orden de Malta. De 1779 a 1782 sirve en Gibraltar. En 1787 es promovido a alférez de Dragones de Almansa. Participó en la Guerra del Rosellón, siendo hecho prisionero de guerra por el ejército gabacho. En 1802 ascenderá a capitán de guardia y recibirá las llaves como gentilhombre de cámara del rey de las Dos Sicilias. De 1804 a 1806 estuvo estacionado en San Roque (Cádiz) y de 1806 a 1808 en Madrid. En los albores de la ocupación francesa tomará el lado español y será nombrado comandante del cuarto batallón de guardas por la junta de Badajoz. Su activa participación en esta contienda le valdrán rápidos ascensos, a brigadier, mayor general de infantería. Durante la contienda pasó a Sevilla y luego a Cádiz. De 1810 a 1813 ejerce como gobernador de la plaza de Ceuta y de todos los presidios de África. Seguidamente fue gobernador de Cádiz, de La Coruña y de Sevilla. Con la restitución al trono de Fernando VII será ascendido a teniente general y nombrado comandante general de Gibraltar. En 1819 es nombrado ministro interino de Guerra y Marina y en 1822 capitán general de Mallorca, cargo que ya había desempeñado su abuelo paterno Antonio de Alós y de Rius. En 1828, debido a un conflicto debe de renunciar a este cargo y en 1830 será nombrado consejero del Supremo de la Guerra y luego subdirector de la junta superior del Monte Pío Militar y de la caballería del reino.
Recibió numerosos títulos, condecoraciones y dignidades. Fue caballero de la Orden de Santiago, caballero de justicia de la Orden de Malta, caballero gran cruz de la Orden de San Hermenegildo, y fue condecorado con la Cruz Laureada de San Fernando de Tercera Clase y la cruz de la Batalla de Talavera. Fue benemérito de la Real Maestranza de Caballería de Sevilla, socio de la Real Academia de las Buenas Letras de Barcelona y Gentilhombre de cámara de Su Majestad Siciliana (1802).
Antonio de Alós casó con María Luisa de Haro y Haro. Tuvo varios hijos, uno de ellos fue Antonio de Alós y López de Haro, I marqués de Haro y vizconde de Bellver.

## Títulos y dignidades
- III marqués de Alós
- Caballero de la Orden de Santiago
- Caballero de justicia de la Orden de Malta
- Caballero gran cruz de la Orden de San Hermenegildo
- Caballero de la Real Maestranza de Caballería de Sevilla
- Gentilhombre de cámara de Su Majestad Siciliana